# Lista över nebulosor
Nebulosor är uppdelade i olika listor efter typ: